# Denis Fernand Py
Denis Fernand Py, dit Fernand Py, né le 10 janvier 1887 à Versailles et mort le 1er septembre 1949 à Sommeville, est un sculpteur, ivoirier et médailleur français,,.
Artiste d’art sacré chrétien, il est essentiellement connu pour ses sculptures sur ivoire qui ornent un grand nombre d’objets liturgiques, ses statues en bois, ses crèches et ses médailles,.

## Biographie

### Une enfance difficile
Fernand Py naît en 1887 dans une modeste maison de la rue du Hasard à Versailles. Son père, Louis Charles Py, est graveur. Sa mère s’appelle Eugénie Ernestine Gras. Il semble qu’il ait eu plusieurs frères dont Charles, Gaston, Marcel et Georges, ainsi que deux sœurs Marguerite et Alice.
Il vit une enfance difficile. Malentendant, son handicap l’isole des autres enfants et il est l’objet de harcèlement. L’origine de cette demi-surdité n’est pas claire. D’après Henri Brochet, il est malentendant de naissance. D’après Henri Charlier, son handicap résulte d’une typhoïde. De plus, en raison de « malheurs familiaux », il entre avec ses frères Gaston et Marcel à l’assistance publique en 1899. Il a alors onze ans.

### Apprentissage de la sculpture sur bois
Heureusement, un oncle de Fernand, avocat, apprend sa situation après environ 6 mois et l’en retire. Décelant peut-être un don chez son neveu, il le place à 13–14 ans comme apprenti sculpteur sur bois chez des fabricants de meubles du faubourg Saint-Antoine de Paris,. Il y reste trois ans, d’abord comme simple apprenti puis comme ouvrier apprenti. Py s’y fait remarquer en raison de son goût pour la création, au grand dam de son patron qui souhaiterait que son ouvrier se contente de copier les motifs demandés par le client.
Son oncle protecteur meurt quelque temps après l’avoir placé, laissant Py seul pour faire ses premiers pas dans la vie active. Une fois son apprentissage effectué, Py ne peut pas rester chez son patron du faubourg Saint Antoine, car celui-ci ne peut pas le payer comme un véritable salarié. De plus, sa surdité le rend timide et mal à l’aise avec les manières des autres compagnons. Enfin, il ne veut pas continuer à reproduire encore et encore les mêmes ornements.

### Découverte et maîtrise de la sculpture de l'ivoire
Vers 1908, il s’intéresse à la sculpture sur ivoire et rencontre des marchands ou des antiquaires,,. Pour eux, il réalise des Vierges ou des Christs dans un style médiéval. Artistiquement, il est déjà plus libre au niveau du mouvement et des détails de ses figures. Son talent est tel qu’une de ses sculptures est authentifiée comme médiévale par un expert ! Néanmoins, ces milieux marchands ne sont pas toujours honnêtes et certains n’hésitent pas à faire passer volontairement ses œuvres pour des pièces d’époque. Cela irrite Py pour qui la foi et la morale chrétienne sont des choses sérieuses.

### Artiste chrétien, ami de Charlier et membre de l'Arche
Il déménage à la campagne pour « travailler dans une atmosphère morale plus digne, faire des statuettes ou des Christs qui iraient dans les églises ou chez des chrétiens ». Cela lui permet également de s’affranchir de la copie et de réaliser ses propres œuvres.

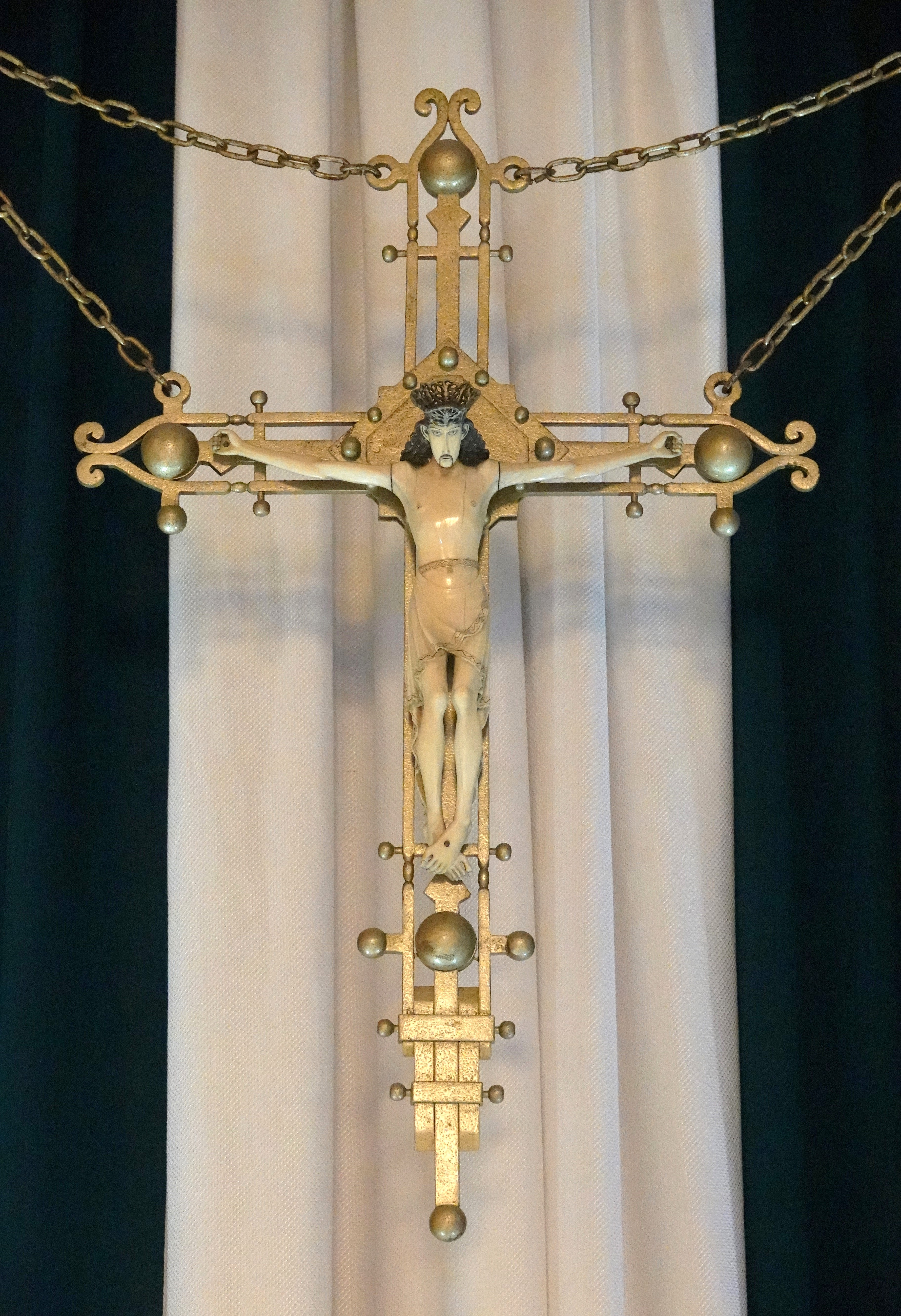
Crucifix d'ivoire et métal de l'église Saint-Chrysole de Comines (vers 1929)

En 1912, il rencontre Henri Charlier et noue avec lui une solide amitié,,,. Ce dernier lui communique son « esprit », c'est-à-dire le goût de la taille directe. Il lui permet également d’acquérir la culture artistique qui lui manque,. Charlier lui fait découvrir Rodin, Cézanne, les primitifs flamands, etc.
Ils collaborent de 1919 à 1923.

Dès 1920, il rejoint et travaille avec « L’Arche ». Ce groupement d’artistes chrétiens est fondée en 1917 par l’architecte Maurice Storez et Valentine Reyre. Il a pour objectif de promouvoir le renouveau de l’Art sacré, en réaction au style saint-sulpicien encore très présent à l’époque, et de retrouver l’esprit des anciennes corporations d’artisans.

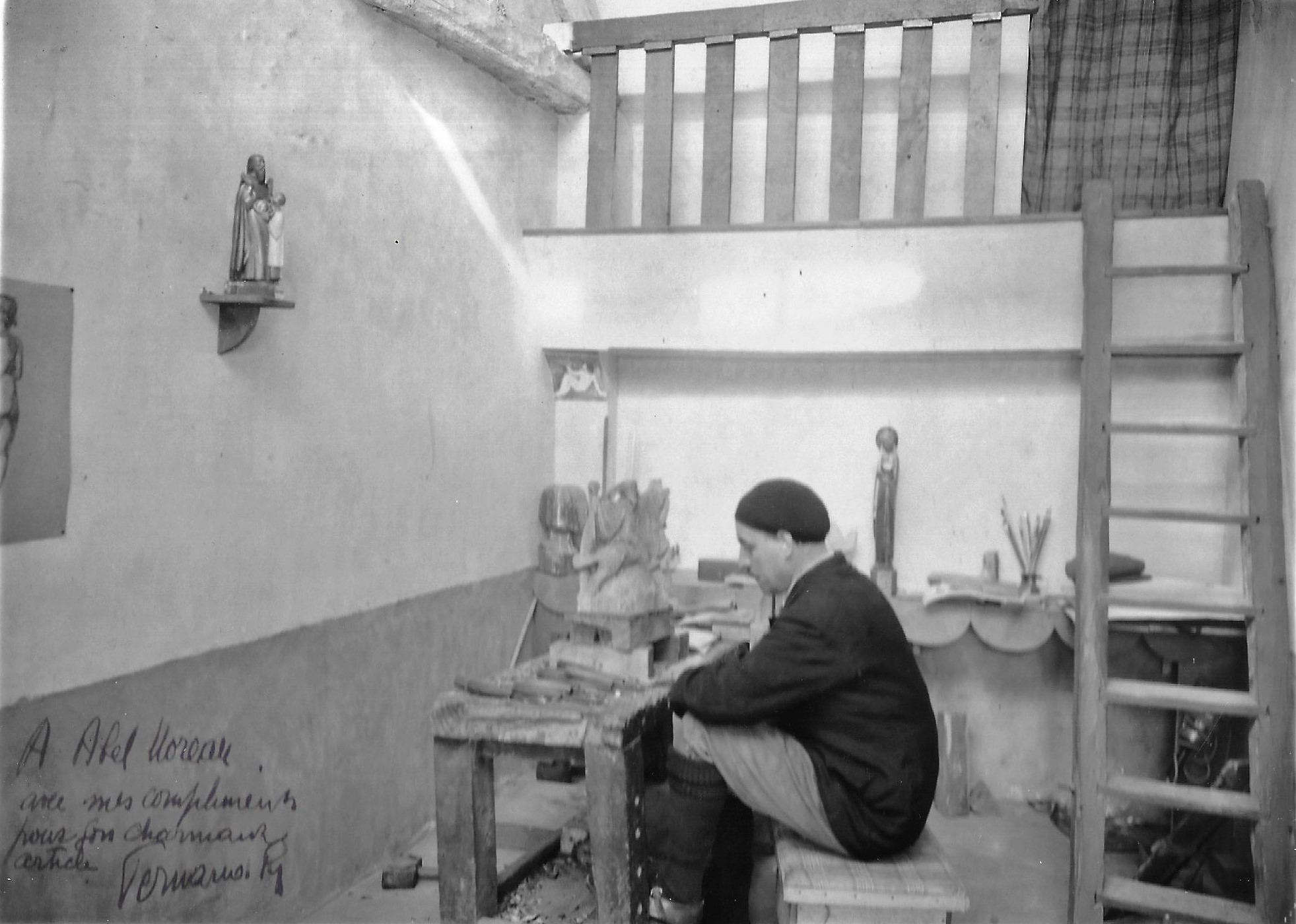
Fernand Py dans son atelier de Monéteau

En 1921, il vient habiter pour les beaux jours à Monéteau (Sommeville) près d’Auxerre. Il y aménage son atelier dans une maison de paysan,.
Devenu progressivement un maître reconnu, il enseigne la sculpture à des élèves dont François Brochet,.
Tout au long de sa vie d’adulte, son épouse, Jeanne Riquet, partage sa foi et le soutient,,.
Py est un homme simple et d’après Charlier, il est « trop artiste et désintéressé pour songer à autre chose qu’à l’art même ». Il ne s’adonne donc qu’à très peu de mondanités. Néanmoins, il présente régulièrement au public des œuvres. Ainsi il expose au Salon d'automne en 1922, aux Salon des indépendants en 1923 et au Salon des artistes décorateurs en 1924.
Son caractère aimable et jovial lui permet de devenir l’ami de Valéry-Radot, de Henri Ghéon et d’Henri Brochet. C’est ce dernier qui après sa mort survenue le 1er septembre 1949, rédige une biographie en son hommage qui parait dans la revue L’Art d’Eglise en 1953,.

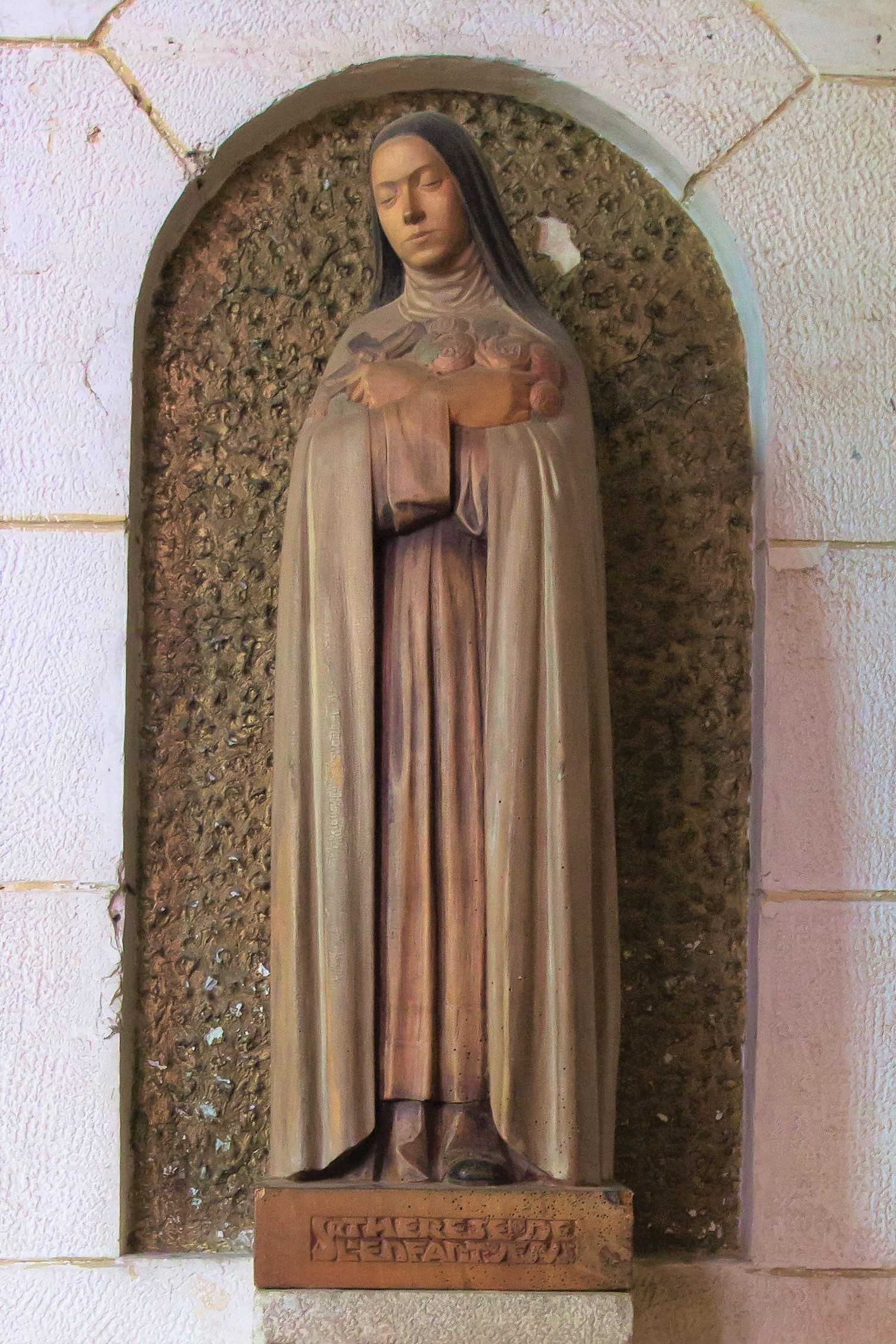
Église Notre-Dame de Verneuil-sur-Avre, Sainte Thérèse de Lisieux, bois.

### Funérailles
Ses funérailles se déroulent le 3 septembre 1949 dans la cathédrale Saint-Étienne d'Auxerre qu'il aimait particulièrement et pour laquelle il avait sculpté une grande statue de Sainte Thérèse,,,.
Il est inhumé, avec son ciseau et son marteau,, au cimetière Saint-Amâtre d'Auxerre.

## Personnalité
Après sa mort, Abel Moreau, journaliste au journal La Croix, le présente de la manière suivante :

« Fernand Py avait une âme d'enfant toujours ouverte aux émerveillements ; comme les enfants, il vivait dans un monde de rêve où se mouvaient une quantité de personnages venus en droite ligne des âges de foi et de fantaisie…
Foncièrement bon, toujours joyeux malgré une surdité précoce, aimant la compagnie, les visites, les bons mots, les histoires gaies, il était avant tout un artiste et un artiste chrétien…
On l'aimait bien. Sa maison au bord de l'eau, sa silhouette un peu lourde, et cette œuvre innombrable que l'on imaginait autour de lui, faisaient partie de cet admirable paysage d'Auxerre, l'un des plus beaux qui soient. »

## Œuvres
Py pratique la taille directe sur bois, ivoire et parfois sur pierre.

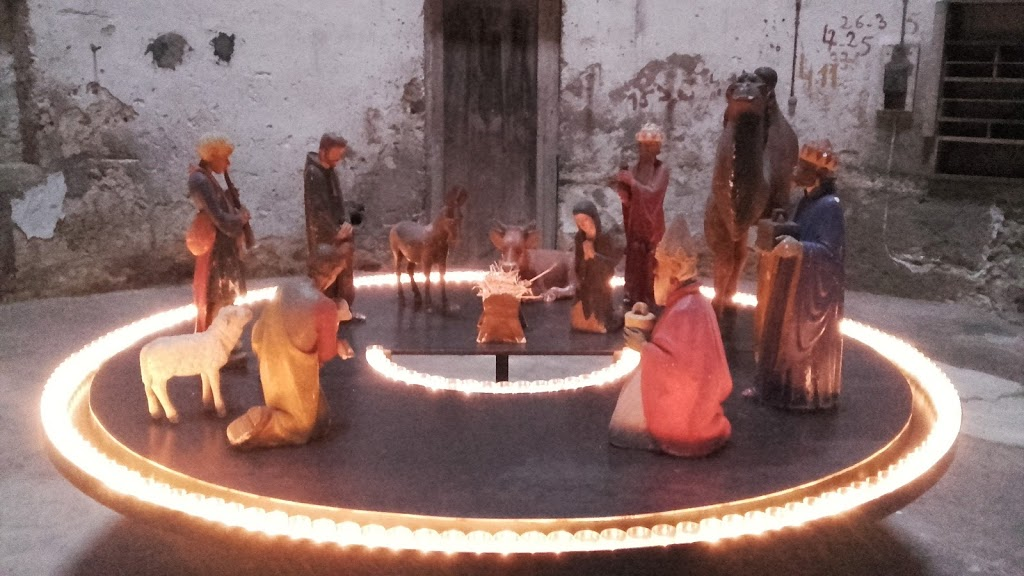
Crèche de Commensacq.

Parmi ses œuvres, on trouve de nombreux objets ou éléments d’objets liturgiques en ivoire, des statues en bois représentant divers saints, des crèches dont une a été particulièrement reproduite et des médailles.
Voici une liste d'œuvres, loin d'être exhaustive : 
- Maître-Autel des Missions catholiques de l'Exposition de 1914
- Statue en bois de Jeanne d'Arc dans l'église Saint-Michel de Sabres (vers 1920)[20],[21],[22]
- Statuette d'ivoire représentant Jean Jaurès, conservé au centre national et musée Jean Jaurès[23] (vers 1920 ?)
- Statue en bois de Saint Michel dans l'église Saint-Cyr de Monéteau[2]
- Une fable de La Fontaine, titre attribué : Le Loup, la mère et l'enfant (1925). Sculpture conservée au musée Antoine Lécuyer de Saint Quentin[24]
- Statue en pierre de Saint Joseph au parc du château de Bourron (1925)[25],[26]
- Statue en bois de Saint Fiacre dans l'église Saint-Sévère de Bourron-Marlotte (entre 1925 et 1930)[27]
- Croix d'autel (dessinée par Droz et Sanlaville) pour l'Exposition internationale de 1927[28]
- Calice d'ivoire du chanoine Guinand (1928)
- Chaire et confessionnal en bois de l'église Saint Médard d'Acy-le-Haut (entre 1925 et 1930)[29],[30],[31],[32],[33]
- Statues en bois de Sainte Thérèse de Lisieux, l'une pour l'Église Notre-Dame de Verneuil-sur-Avre et l'autre (différente de la première) pour la cathédrale Saint-Étienne d'Auxerre

- Corpus en ivoire du crucifix surmontant l'autel de l'église Saint Chrysole de Comines[34] (vers 1929, crucifix dessiné par Dom Bellot)
- Corpus en ivoire de la croix d'autel pour le Brescia College de London, Ontario (1929, dessin de Dom Bellot)[35]
- Croix de procession pour la manécanterie de Paris (1929)
- Statue en bois de Jeanne d'Arc dans l'église Saint-Genès de Thiers (vers 1930)[36],[37]
- Statue de Jeanne d'Arc paysanne exposée à Rouen en 1932[38]
- Calice en ivoire massif offert par les anciens combattants à Benoît XV
- Porte du tabernacle de l'autel du grand séminaire de Cambrai
- Crèche de Commensacq, reproduction en plâtre par la Librairie de l'Art Catholique, d'un original en bois (vers 1934)[39]. Cette librairie a produit en de nombreux exemplaires cette crèche que l'on retrouve encore aujourd'hui dans plusieurs églises, couvent et monastères[40],[41],[42].

Crèche de l'ancien couvent des Augustines d'Arras
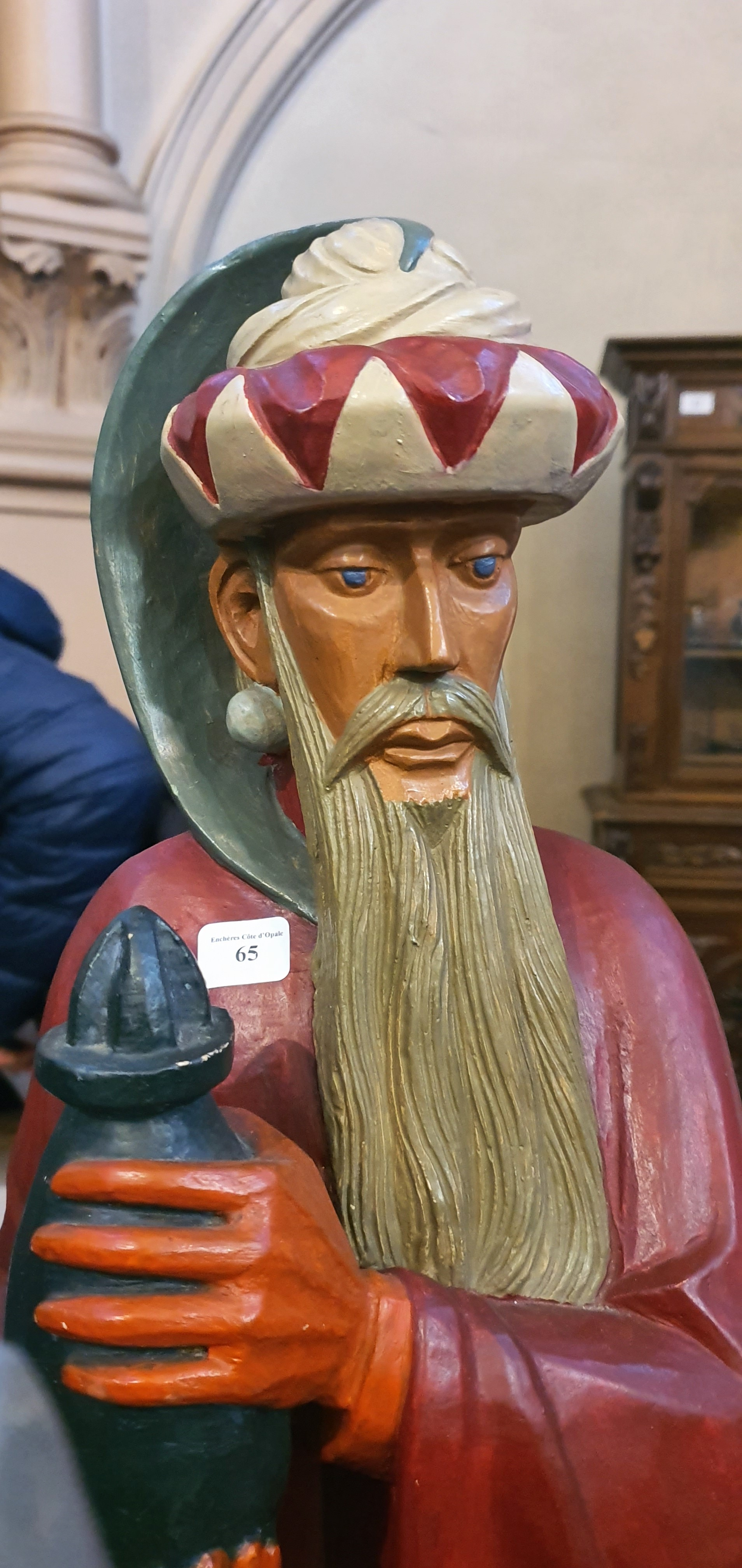
Un des rois mages
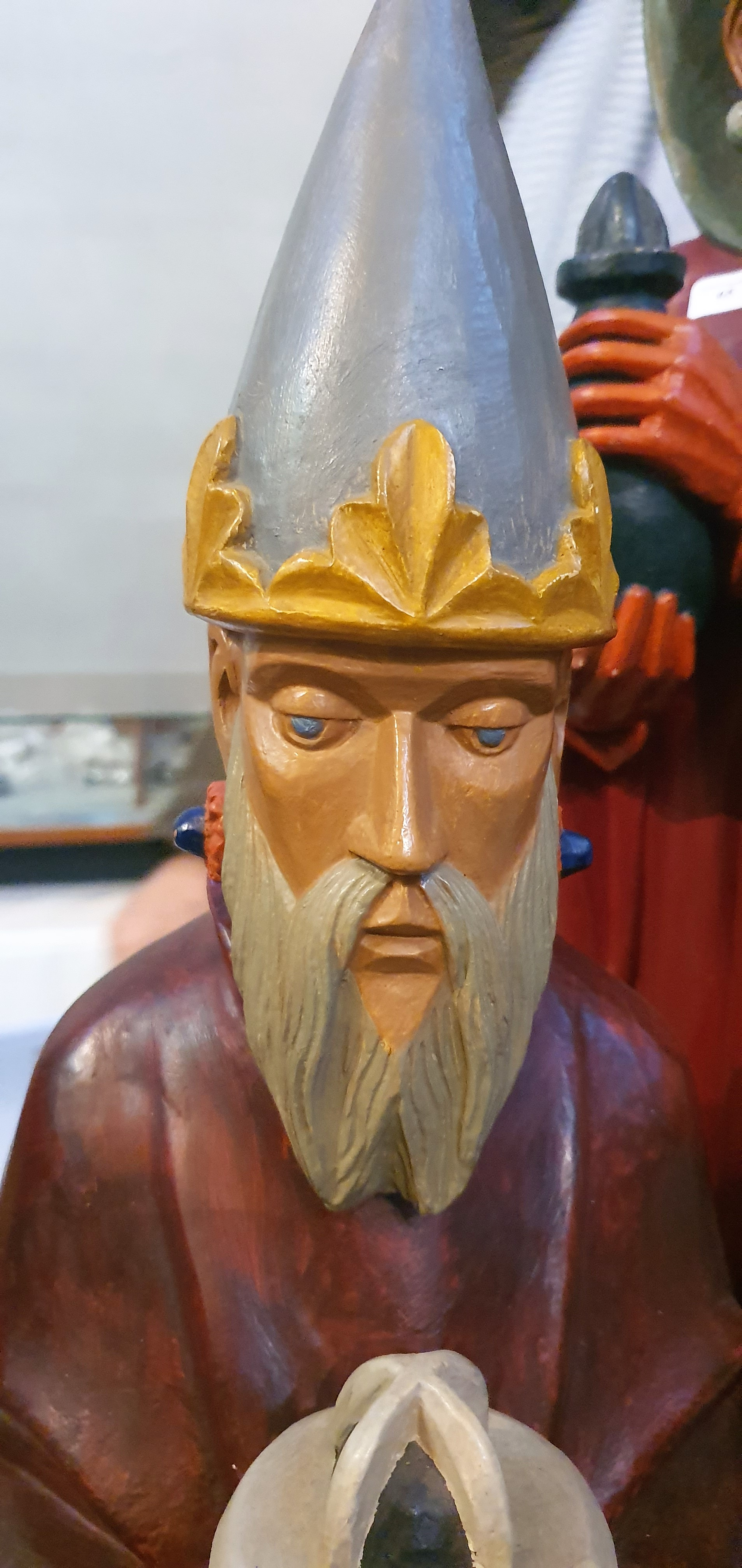
Un des rois mages
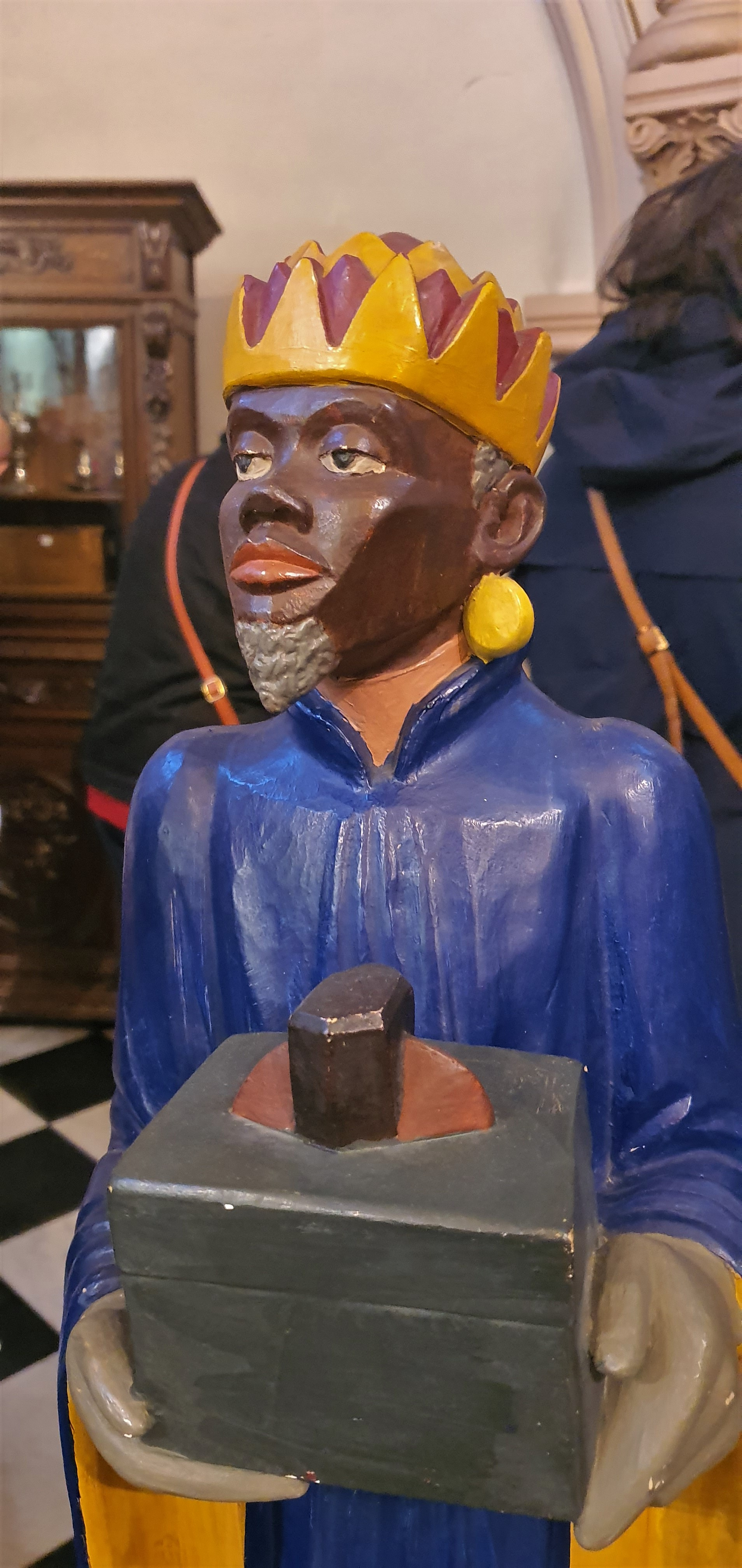
Un des rois mages, Balthazar
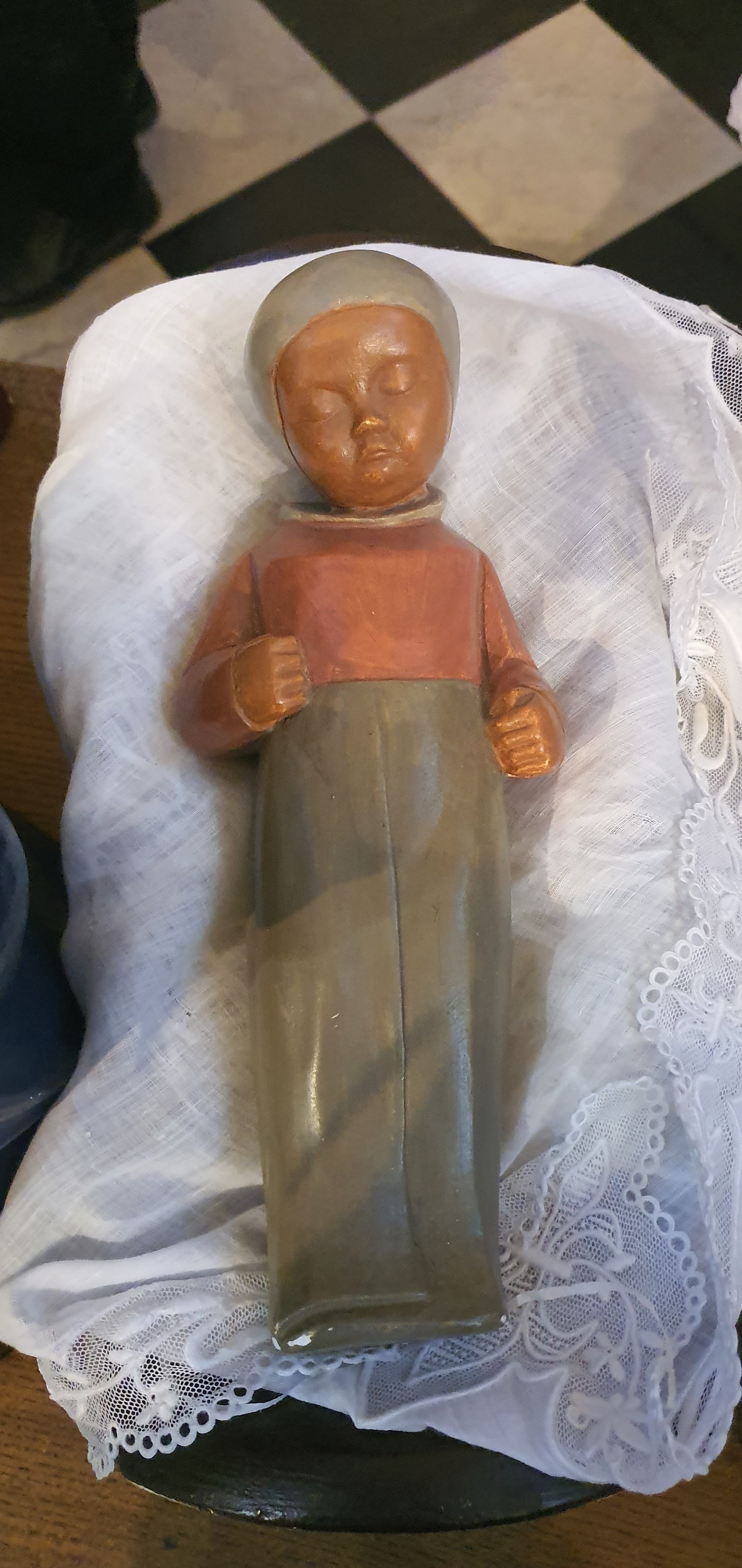
L'enfant Jésus.
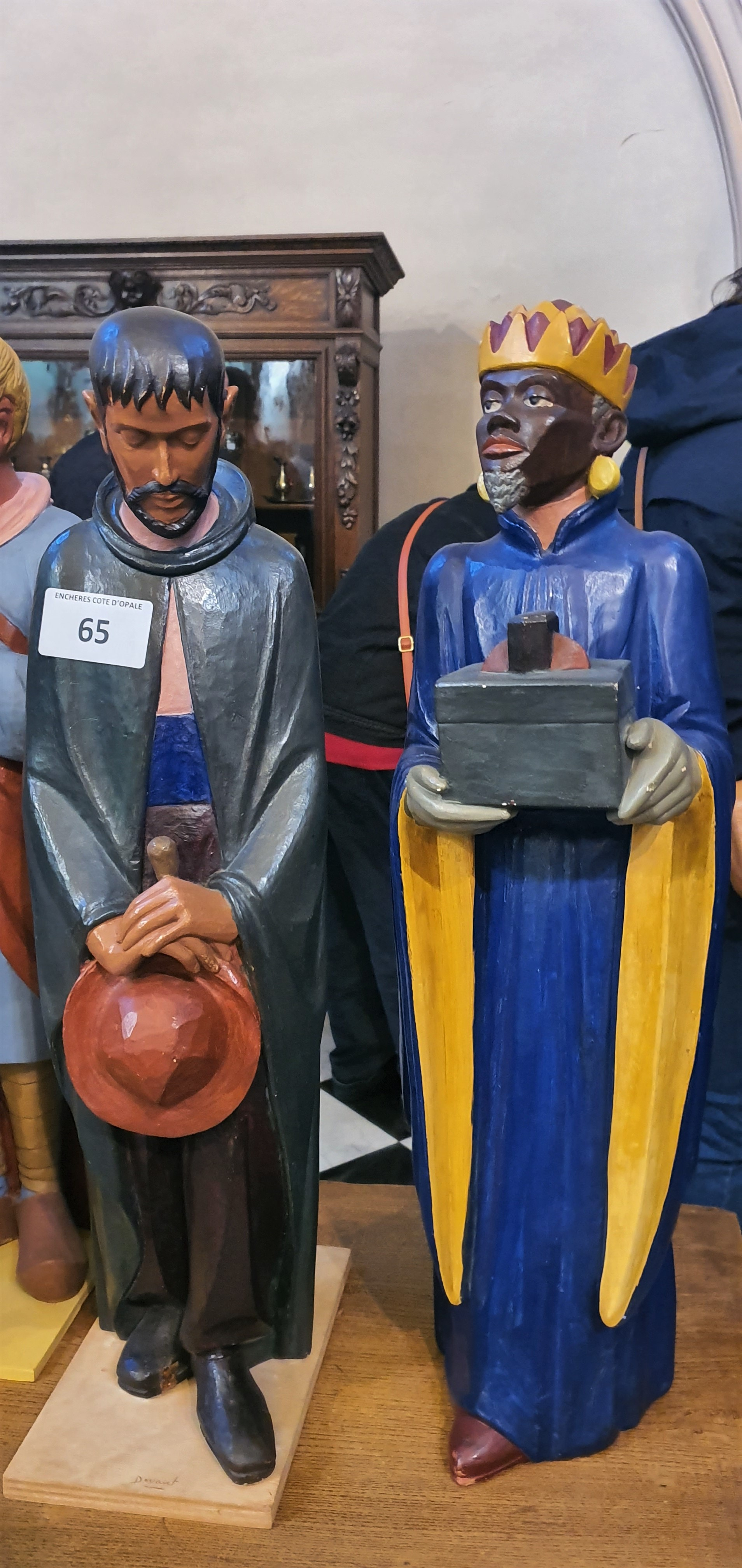
Un des rois mages, Balthazar, et Joseph

- Croix d'ivoire exposée à Rouen en 1932
- Tabernacle de l'église Sainte-Mathilde de Puteaux et gravure des médaillons du chemin de croix[43] (vers 1935 ?)
- Calice pour l'abbaye de Solesmes (1936, en collaboration avec l'orfèvre Rivir)[44]
- Crosse de Madame Angèle Bontemps, abbesse de Jouarre en ivoire et palissandre (1937-1956)
- Statue-reliquaire de Sainte Marie-Madeleine pour la communauté d’Hautecombe (1937)[45]. La statue fait partie du trésor de l'abbaye de Ganobie depuis 1992.
- Tabernacle pour l'abbaye Saint André de Zevenkerken[46] (1949)

Certaines médailles de Py sont éditées par Riquet et certaines de ses sculptures sont reproduites en plâtre par la Librairie de l'Art Catholique de Louis Rouart,.

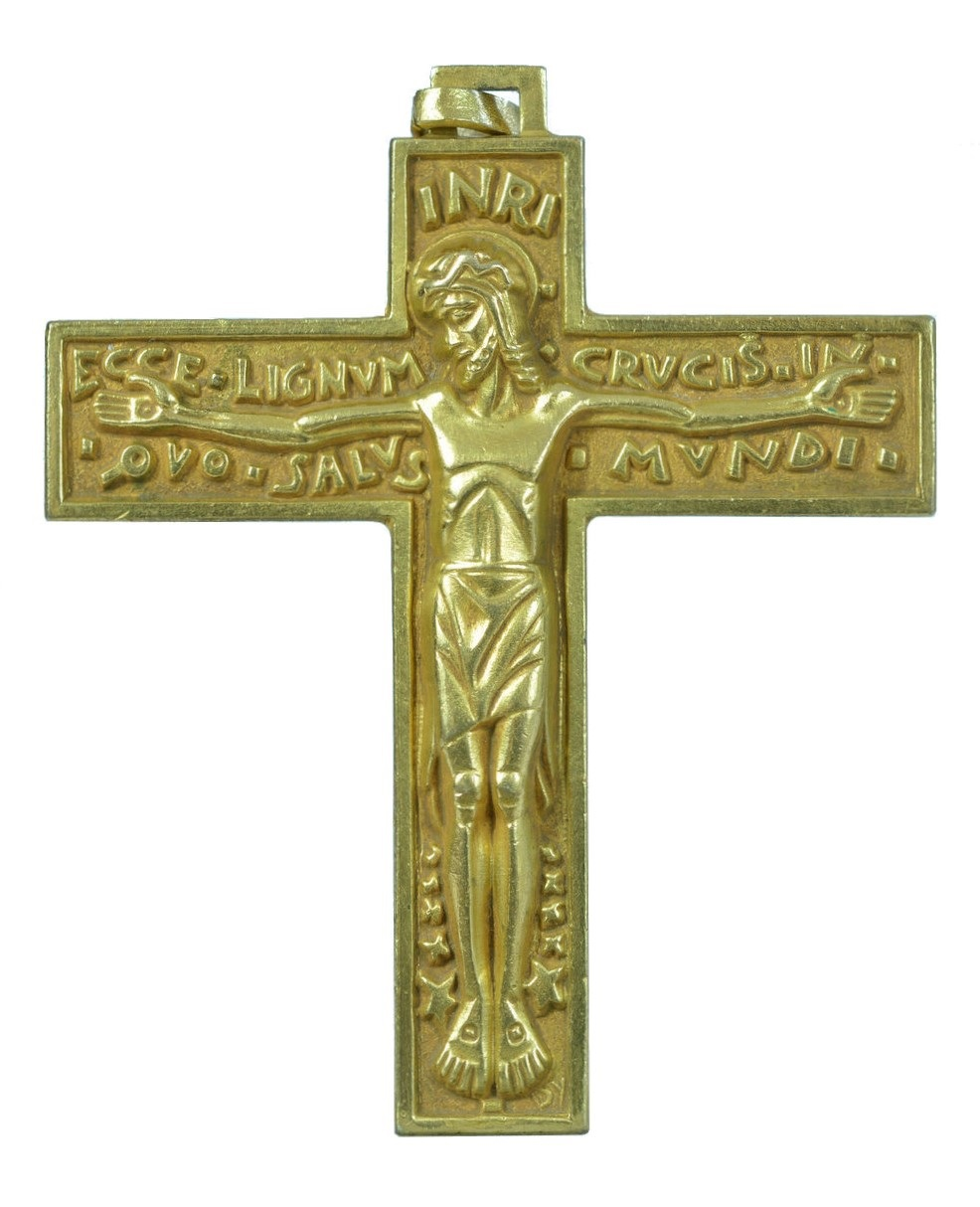
Croix pendentif, bronze doré.
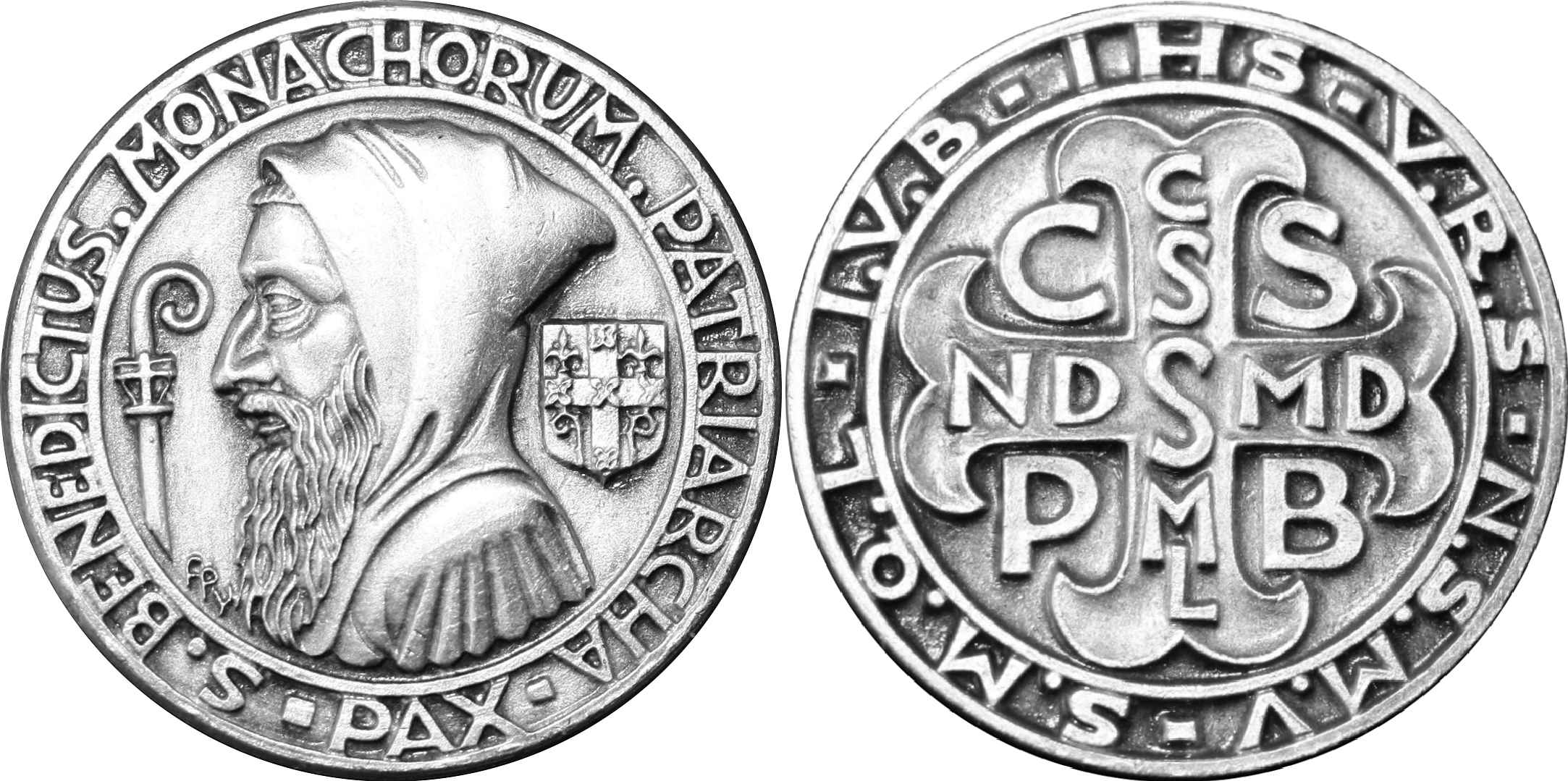
médaille de saint Benoît.
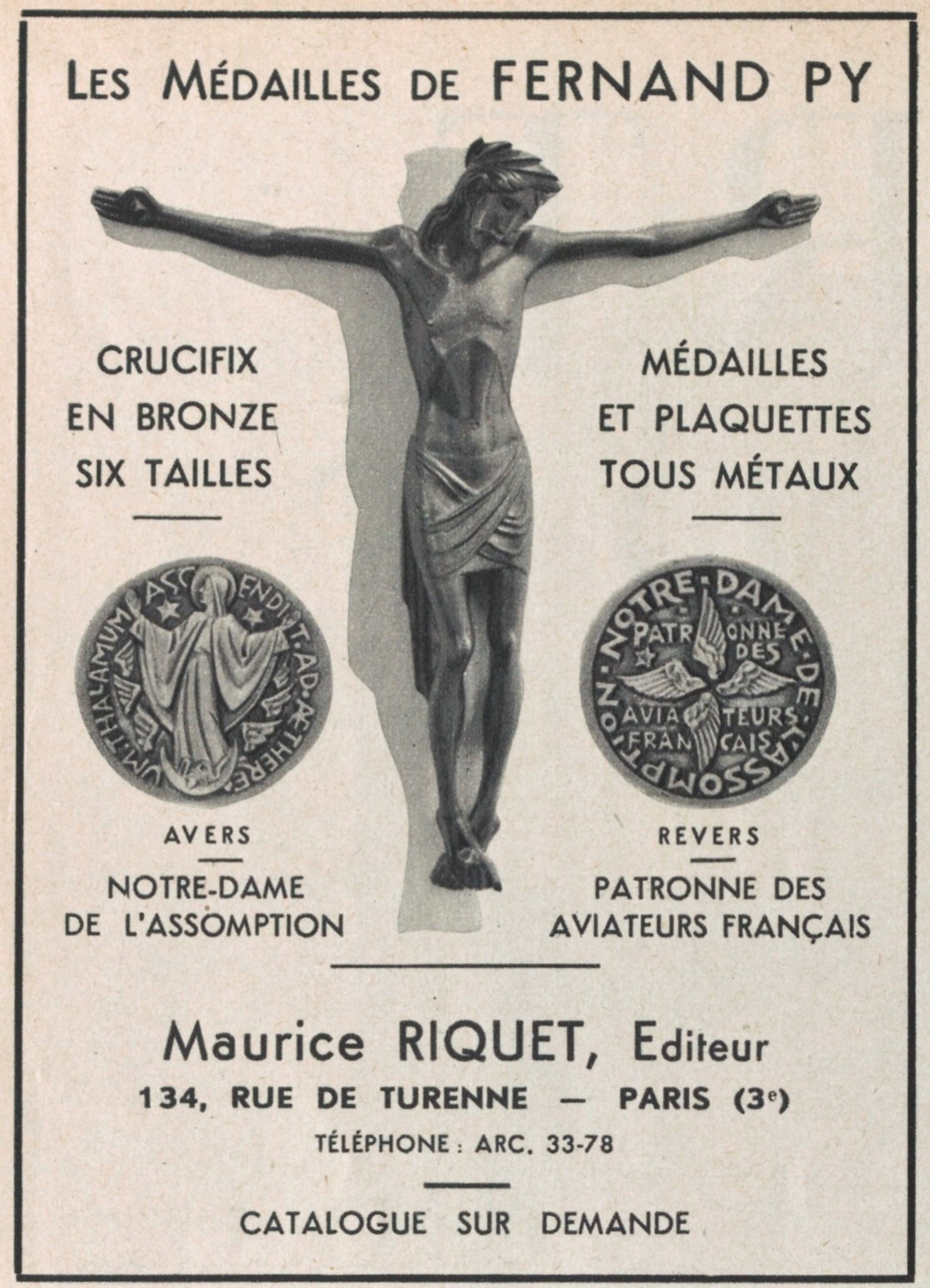
L'Art sacré - Publicité pour Maurice Riquet (mai 1939).
Chemin de croix édité par la Librairie de l'Art Catholique (vers 1935).
Chemin de croix édité par la Librairie de l'Art Catholique (vers 1935).

Pour l'orfèvre François Biais, Py créé des nœuds de calice et de ciboire ainsi que des crosses,.

## Postérité

### Expositions
Plusieurs expositions se tiennent dans les décennies après sa mort : 
- "Hommage à Fernand Py" : du 25 mars au 24 avril 1955 à Paris[49]
- "Dessins de Fernand Py" : du 10 mars au 08 avril 1961 à Paris[50]
- "Fernand Py 1887-1949" : juillet-août 1979, Musée d'Auxerre, chapelle des Visitandines[51]
- Exposition de sculptures dont celles de Fernand Py en 1980 à l'Oratoire Saint-Joseph du Mont-Royal (Québec)[52]
- "Fernand Py ou le renouveau de l’art sacré au début du XXe siècle" en 2017 à l’abbaye de Fontevraud [53].
- "L'Art Sacré en lumière" du 21 avril au 21 mai 2023 à Auxerre, abbaye Saint-Germain[54]

Des crèches de Fernand Py sont régulièrement présentées au public dans les expositions de crèches, notamment durant les fêtes de fin d'année. 

### Dans la culture populaire
Une médaille de Fernand Py représentant saint Joseph tient un rôle central dans le film l'Exorciste de William Friedkin sorti en 1973.

#### Généralités
- Bernard Berthod, Elisabeth Hardouin-Fugier, Gaël Favier (préf. Alain Erlande-Brandenburg), Dictionnaire des arts liturgiques, Frémur éditions, 2015, 512 p. (ISBN 979-10-92137-05-7).
- Georges Normandy, « Fernand Py, "tailleur d'Ymayges" », A.B.C. Magazine d'Art,‎ décembre 1927, p. 317-321.
- Pierre Villoteau, « Fernand Py », L'Art sacré : revue mensuelle,‎ février 1938, p. 41-44 (lire en ligne ).
- Abel Moreau, « Fernand Py, le grand imagier catholique est mort », La Croix,‎ 27 septembre 1949, p. 4 (lire en ligne ).
- Henri Brochet, « Fernand Py », L'Art d'Eglise,‎ 1953, n°2, p. 197-203 (lire en ligne).
- Henri Charlier, « Un inédit d'Henri Charlier (1/5). Souvenirs sur Fernand Py », Présent,‎ 10 juillet 2020 (lire en ligne).
- Henri Charlier, « Un inédit d'Henri Charlier (2/5). Souvenirs sur Fernand Py », Présent,‎ 13 juillet 2020 (lire en ligne).
- Henri Charlier, « Un inédit d'Henri Charlier (3/5). Souvenirs sur Fernand Py », Présent,‎ 15 juillet 2020 (lire en ligne).
- Henri Charlier, « Un inédit d'Henri Charlier (4/5). Souvenirs sur Fernand Py », Présent,‎ 16 juillet 2020 (lire en ligne).
- Henri Charlier, « Un inédit d'Henri Charlier (5/5). Souvenirs sur Fernand Py », Présent,‎ 17 juillet 2020 (lire en ligne).
- Matthieu Vassal, Marie-Christine Braillard, Maïna Masson-Lautier et Jean-Christophe Labadie (préf. André Ardouin), Trésors de reliques de l’abbaye de Ganagobie : XVIIIe – XXe siècle, Conseil départemental des Alpes-de-Haute-Provence, Archives départementales, 2022, 93 p. (ISBN 978-2-86004-057-0, lire en ligne), p. 12 et 21-23Catalogue de l’exposition présentée à la cathédrale Saint-Jérôme à Digne-les-Bains : 5 juillet - 30 septembre 2022
- Adèle Rivet, Les crèches de Fernand Py (1887 – 1949) à destination des éditions Rouart : De la taille directe à l’édition (Mémoire d’étude de muséologie, 1re année de 2e cycle), Paris, Ecole du Louvre, 2023, 114 p. (lire en ligne)Il s'agit actuellement de l'étude la plus complète sur Fernand Py, accessible en ligne gratuitement.

#### Œuvres de Py au sein de l'arche
- « L'Art chrétien dans nos foyers », L'artisan liturgique « Quelques œuvres de l'Arche », no 13,‎ avril-mai-juin 1929, p. 262-263 (lire en ligne)
- « Orfèvrerie », L'artisan liturgique « Quelques œuvres de l'Arche », no 13,‎ avril-mai-juin 1929, p. 257-259 (lire en ligne)
- « Notes sur l'orfèvrerie », L'artisan liturgique « Œuvres récentes de l'Arche », no 29,‎ avril-mai-juin 1933, p. 611 (lire en ligne)

#### Sur le rôle de Py dans le renouvellement de l'Art Sacré auXXesiècle
- Yves Sjöberg, Mort et résurrection de l'art sacré, Paris, Bernard Grasset, coll. « Église et temps présent », 1957, 389 p. (lire en ligne).
- Maurice Brillant, L'art chrétien en France au XXe siècle, Paris, Bloud & Gay, 1927, 464 p. (lire en ligne).
- Paul Doncoeur, Le Christ dans l'art français, t. 1, Paris, Plon, 1939, 220 p. (lire en ligne).
- Paul Doncoeur, Le Christ dans l'art français, t. 2, Paris, Plon, 1948, 222 p. (lire en ligne).

#### Sur la crèche "révolutionnaire" de Py, dont la crèche de Commensacq est un exemplaire
- Pierre Villoteau, « Crèches », Sept : l'hebdomadaire du temps présent,‎ 14 décembre 1934, p. 12 (lire en ligne ).
- « Publicité pour la crèche de Fernand Py éditée par l'Art Catholique », Sept : l'hebdomadaire du temps présent,‎ 6 novembre 1936, p. 19 (lire en ligne ).
- Adèle Rivet, Les crèches de Fernand Py (1887 – 1949) à destination des éditions Rouart : De la taille directe à l’édition (Mémoire d’étude de muséologie, 1re année de 2e cycle), Paris, Ecole du Louvre, 2023, 114 p. (lire en ligne)

#### Textes de Fernand Py
- Denis Fernand Py, « Simples remarques d'un artisan », Sept : l'hebdomadaire du temps présent,‎ 19 octobre 1934, p. 8 (lire en ligne ).

#### Catalogues de sociétés commercialisant des reproductions
- Riquet Frères, Les médailles de Fernand Py (catalogue), circa 1965-1970, 16 p. (lire en ligne)
- Art Catholique - Sculpture religieuse ancienne et moderne, vers 1935 (lire en ligne)